# ハンス＝デトローフ・フォン・コッセル
ハンス＝デトローフ・フォン・コッセル(ドイツ語: Hans-Detloff von Cossel、1916年7月1日 - 1943年7月22日)は、ドイツの軍人。最終階級は陸軍少佐。第二次世界大戦ではドイツ陸軍第35装甲連隊第1大隊大隊長を務めた。クトゥーゾフ作戦中の1943年7月22日、コッセルの乗る車両がソ連軍により砲撃され爆発、コッセルは戦死した。死後柏葉付騎士鉄十字章が追贈されている。

## 叙勲
- 鉄十字章
  - 二級鉄十字勲章1939年章 (1939年9月22日)[1]
  - 一級鉄十字勲章1939年章 (1939年12月20日)[1]
- 戦傷章
  - 戦傷章黒章
- 陸軍名誉鑑章 (1941年8月19日)[1]
- 1941年/1942年東部戦線冬季戦記章
- ドイツ十字章
  - ドイツ十字章金章 (1943年5月5日)[2]
- 騎士鉄十字章
  - 騎士鉄十字章 (1941年9月8日)[3]
  - 柏葉付騎士鉄十字章 (1943年8月29日)[4]